# Andreas Brendt
Andreas Brendt (* 24. Dezember 1974 in Köln) ist ein deutscher Surfer und Buchautor.

## Werdegang
Brendt wuchs in Jülich auf. Er studierte in Köln Volkswirtschaft und Sportwissenschaft. Zur Finanzierung seines Studiums arbeitete er als Surflehrer. Später leitete er das größte deutsche Surfcamp in Frankreich. Für den Deutschen Wellenreitverband arbeitete er als Surflehrer-Ausbilder und betreute die deutsche Nationalmannschaft bei den World Surfing Games 2009 in Portugal und 2011 in Peru als Trainer.
Seine Erfahrungen und Erlebnisse veröffentlichte er 2012 in dem Roman Boarderlines. Sein zweiter Roman, Boarderlines – Fuck You Happiness, erschien 2016.

## Werke
- Andreas Brendt: Boarderlines. CONBOOK Verlag, Meerbusch 2012, ISBN 978-3-000-40299-9.
- Andreas Brendt: Boarderlines – Fuck You Happiness. CONBOOK Verlag, Meerbusch 2016, ISBN 978-3-958-89117-3.
- Andreas Brendt: Ganesha macht die Türe zu. CONBOOK Verlag, Neuss 2019, ISBN 978-3-95889-244-6